# Liste d'accidents ferroviaires en Italie
 (octobre 2024).
Si vous disposez d'ouvrages ou d'articles de référence ou si vous connaissez des sites web de qualité traitant du thème abordé ici, merci de compléter l'article en donnant les références utiles à sa vérifiabilité et en les liant à la section « Notes et références ».
La liste des principaux accidents ferroviaires en Italie est une liste non exhaustive des accidents ferroviaires survenus sur le réseau ferroviaire italien.

## Accidents par ordre chronologique

### XXesiècle
- 3 mars 1944 : catastrophe ferroviaire de Balvano, environ 500 personnes meurent intoxiquées au monoxyde de carbone lors du franchissement d'un tunnel à Balvano (Basilicate).
- 23 décembre 1961 : accident ferroviaire de Fiumarella, un train reliant Cosenza à Catanzaro en Calabre déraille sur un pont, 70 morts et 27 blessés.
- 3 mars 1962 : déraillement du train Bari-Milan à Castel Bolognese, 13 morts et 80 blessés.
- 31 mai 1962 : collision entre un train de fret et un train de voyageurs à Voghera, dans le nord du pays, 63 morts et 40 blessés.
- 4 mai 1962 :
- 15 août 1974 : Attentat à la bombe contre l'Italicus Express, 12 morts et 48 blessés.
- 10 juillet 1979 : collision entre deux trains de banlieue à Cercola, près de Naples, 14 morts et 76 blessés.
- 21 novembre 1980 : collision et déraillement de deux trains de voyageurs et d'un train de fret près de Lamezia Terme en Calabre, 20 morts et 112 blessés.
- 27 novembre 1982 : déraillement de la voiture d'un train dans le tunnel de San Benedetto del Tronto (Marches), 4 morts et 100 blessés.
- 22 décembre 1985 : collision entre une locomotive électrique et un train de marchandises à Coronella, dans le nord de l'Italie, 10 morts et 11 blessés.
- 3 avril 1989 : déraillement de deux voitures d'un train à San Severo, près de Foggia, 8 morts et 20 blessés.
- 16 novembre 1989 : collision de deux trains près de Catanzaro en Calabre, 12 morts et 32 blessés.
- 30 décembre 1996 : collision entre deux trains à Cazzago San Martino, près de Brescia, 3 morts et 45 blessés.
- 12 janvier 1997 : Plaisance : le pendolino ETR 460, effectuant un service Milan-Rome, déraille à 300 mètres au nord de la gare de Plaisance, avec 150 voyageurs à bord. L'accident, qui serait dû à une vitesse excessive, fait 1 mort et 29 blessés. L'ancien président de la république, Francesco Cossiga en sort indemne.

### XXIesiècle
- 20 juillet 2002 : Sicile, le déraillement entre les gares de  Venetico et de Rometta Marea, dans la province de Messine, d'un train de voyageurs, la Freccia della laguna (la flèche de la lagune), provoque la mort de huit personnes et fait 30 blessés. Plusieurs wagons du convoi, qui assurait un service Palerme-Venise sous le n° Intercity 1935 et transportait 190 voyageurs, se sont renversés et sont tombés au bas d'un talus de plusieurs mètres.
- 7 janvier 2005 : à Crevalcore, près de Bologne : une collision frontale entre un train de voyageurs et un train de marchandises sur la ligne à voie unique Bologne-Vérone fait 17 morts et six blessés hospitalisés. L'accident serait dû au non-respect d'un signal fermé par le conducteur du train de voyageurs. La polémique a fait rage car cette ligne était en travaux depuis plus de 20 ans.
- 15 juin 2007 : collision entre deux trains sur une voie unique entre Nuoro et Macomer (Sardaigne), 3 morts et 8 blessés.
- 29 juin 2009 : Viareggio (Toscane), déraillement puis explosion d'un wagon-citerne chargé de GPL, 32 morts et plusieurs dizaines de blessés. La déflagration associée aux flammes détruisit plusieurs immeubles environnants[1].
- 12 avril 2010 : un glissement de terrain provoque le déraillement d'un train à Merano dans la province de Bolzano, faisant 9 morts et 28 blessés[2].
- 6 août 2010 : déraillement d'un train de banlieue près de la gare de Naples, 1 mort et 30 blessés[3].
- 12 juillet 2016 : collision frontale entre deux trains à Andria dans la région des Pouilles. La collision a fait 23 morts et plusieurs blessés[4].
- 25 janvier 2018 : déraillement d'un train près de la gare de Pioltello, près de Milan: 3 morts et 46 blessés[5].
- 23 mai 2018 : collision entre deux trains à Caluso, près de Turin: 2 morts et 23 blessés[6].
- 6 février 2020 : déraillement d'un train à grande vitesse près de Lodi, 2 morts et 27 blessés[7].